# 春似
（春似）是歌手的第10隻單曲，於2015年6月17日正式發行。

## 概要
是動畫《果然我的青春戀愛喜劇搞錯了。續》的片頭曲。
本單曲設有初回限定盤（GNCA-0380）和通常盤（GNCA-0381）兩種版本，其中初回限定盤包含了的音樂MV及無字幕版本的片頭曲動畫。 
A面的收録於2016年發售的專輯《Follow My Tracks》內，而B面的「鱗翅目標本」則收録於2019年發售的耦合歌曲專輯「memorandum」內。

## 銷量紀錄
本單曲於發售首周在Oricon公信榜單曲周榜上奪得第8名，並上榜7週，並在首週於日本Billboard HOT100中取得了第37位。

## 收錄曲目
| CD   | CD                       | CD       | CD       | CD   |
| 曲序 | 曲目                     | 作曲     | 编曲     | 时长 |
| ---- | ------------------------ | -------- | -------- | ---- |
| 1.   |                          | 北川勝利 | 北川勝利 | 4:30 |
| 2.   | 鱗翅目標本               |          |          | 3:49 |
| 3.   | <instrumental>           | 北川勝利 | 北川勝利 | 4:29 |
| 4.   | 鱗翅目標本<instrumental> |          |          | 3:48 |

| DVD（初回限定盤） | DVD（初回限定盤）     |
| 曲序              | 曲目                  |
| ----------------- | --------------------- |
| 1.                | 「」(MV)              |
| 2.                | 「」(MV -short ver.-) |

## 外部連結
- やなぎなぎ官方網站 （页面存档备份，存于）（日語）